# Una chica y un señor
Pour plus de détails, voir Fiche technique et Distribution.
Una chica y un señor est un drame psychologique et érotique espagnol réalisé par Pedro Masó et sorti en 1974.
Parmi les interprètes, on trouve Ornella Muti, âgée de 18 ans, dans son deuxième film en Espagne. Deux ans plus tôt (1972), dans Experiencia prematrimonial, du même réalisateur, elle jouait le rôle d'une jeune fille précoce à la recherche de l'amour libre avec ses pairs (hippies),.
Una chica y un señor est un film érotico-psychologique qui aborde le thème de la différence d'âge dans les relations sexuelles.

## Synopsis
Caridad est une chanteuse madrilène qui vient d'atteindre l'âge adulte, qui veut être indépendante et qui rêve de réussir en tant que chanteuse. Elle se produit dans les boîtes madrilènes sous le pseudonyme d'Arianna, a une belle voix et est courtisée par des jeunes hommes de son âge, avec lesquels elle a des expériences qui correspondent à son âge.
Un jour, quelque chose vient bouleverser sa vie : une rencontre fortuite avec l'avocat Mario (Sergio Fantoni), un homme beaucoup plus âgé qu'elle, puisqu'il a plus de 40 ans ; mais il est riche, important, beau et gentil. Du fait de son expérience, il pourrait également lui donner le coup de pouce qu'elle recherche pour devenir une chanteuse à succès.
La jeune fille se lie avec les fréquentations de l'homme matois, qui lui cache qu'il est marié et père de famille, et s'engage dans une relation sexuelle intense. Lorsque la vérité éclate, désemparée, elle s'enfuit à Malaga, où elle se trouve confrontée à un dilemme : retourner auprès de l'homme qui la cherche et la supplie, ou retourner auprès de ses pairs et participer au festival de Palma de Majorque en ne comptant que sur ses propres forces ?

## Fiche technique
- Titre original espagnol : Una chica y un señor[3] (litt. « Une jeune fille et un homme »)
- Réalisateur : Pedro Masó
- Scénario : Pedro Masó, Antonio Vich
- Photographie : Juan Mariné
- Montage : Alfonso Santacana (it)
- Musique : Augusto Alguero
- Sociétés de production : Pedro masó producciones cinematográficas
- Pays de production :  Espagne
- Langue originale : espagnol
- Format : couleurs par Eastmancolor - Son mono - 35 mm
- Durée : 95 minutes
- Genre : drame psychologique et érotique
- Date de sortie :
  - Espagne : 7 janvier 1974

## Distribution
- Ornella Muti : Caridad Ariadna
- Sergio Fantoni : Mario
- Eduardo Fajardo : Docteur
- Emilio Gutiérrez Caba : Carlos
- Didi Sherman : Charo
- Luis Varela : Vicente Guerrero
- Helga Liné : La femme du médecin
- Pasteur Serrador : Roldán
- Queta Claver : Femme assistant au gala
- Rafael Navarro : Ochoa
- Antonio Mayans : l'ami d'Ariane
- Manuel Alexandre : Agustín